# Oerip Soemohardjo
Đây là một tên người Indonedia; nó không có họ.
Oerip Soemohardjo (22 tháng 2 năm 1893 - 17 Tháng 11 năm 1948) là một vị tướng người Indonesia và là tổng tham mưu trưởng đầu tiên của Các lực lượng vũ trang Indonesia. Ông đã nhận được nhiều giải thưởng từ chính phủ Indonesia, trong đó có danh hiệu Anh hùng quốc gia Indonesia vào năm 1964.
Sinh ra ở Purworejo, Đông Ấn Hà Lan, Oerip thể hiện các kỹ năng lãnh đạo từ khi còn nhỏ. Do cha mẹ của ông muốn ông trở thành một nhiếp chính, sau khi học tiểu học Oerip đã được gửi đến các trường học những nhân viên chính phủ bản địa tại Magelang. Mẹ ông đã qua đời lúc ông học năm thứ hai ở trường, và Oerip đã bỏ học để theo học khóa đào tạo quân sự tại Meester Cornelis, Batavia (Jatinegara ngày nay, Jakarta). Sau khi tốt nghiệp vào năm 1914, ông trở thành một trung úy trong quân đội Đông Ấn Hà Lan; trong gần 25 năm phục vụ, ông đã đóng quân trên ba hòn đảo khác nhau và được thăng cấp nhiều lần, cuối cùng trở thành sĩ quan bản địa cao cấp nhất trong cả nước.
Oerip từ chức trong khoảng năm 1938 sau khi bất đồng với quan nhiếp chính Purworejo, nơi ông đóng quân. Ông và vợ ông Rohmah sau đó chuyển đến một ngôi làng gần Yogyakarta, nơi họ có một khu vườn lớn và biệt thự. Sau khi phát xít Đức xâm lược Hà Lan tháng năm 1940, Oerip được triệu hồi trở lại quân đội. Khi Đế quốc Nhật Bản chiếm đóng Indies chưa đầy hai năm sau, Oerip đã bị bắt và bị giam trong một trại tù binh 3 tháng rưỡi. Ông đã trải qua thời gian còn lại của sự nghiệp tại biệt thự của ông.
Ngày 14 Tháng 10 năm 1945, vài tháng sau khi Indonesia tuyên bố độc lập, Oerip được tuyên bố là tổng tham mưu trưởng và lãnh đạo lâm thời của quân đội mới được thành lập. Ông đã đảm trách việc xây dựng một lực lượng thống nhất từ các nhóm cựu quân nhân chia rẽ trong nước, Oerip nhận được rất ít sự giám sát do bất thường trong hệ thống chỉ huy. Ngày 12 tháng 11 năm 1945, tướng Sudirman được chọn làm lãnh đạo của lực lượng vũ trang, trong khi Oerip vẫn là tổng tham mưu trưởng. Hai người này chứng kiến gần ba năm phát triển trong cuộc Cách mạng Dân tộc Indonesia, cho đến khi Oerip từ chức vào đầu năm 1948 vì thiếu niềm tin của lãnh đạo chính trị đối với quân đội. Vốn đã bị yếu tim, sức khỏe của ông xấu đi và ông qua đời vì một cơn đau tim một vài tháng sau đó; ông được truy thăng đại tướng.